# Salven al cómico
Salven al cómico es una obra teatral del autor argentino Marcelo Ramos, estrenada en Buenos Aires en 1992. El elenco original estuvo integrado por Federico Luppi, Claudio García Satur, Claudia Lapacó y Carola Reyna, bajo la dirección de China Zorrilla.

## Sinopsis
La obra cuenta la historia de un popular cómico de televisión, su relación con su libretista, su exesposa y su amante, y la crisis personal que atraviesa luego de ser abandonado por esta última, lo que lo lleva a replantearse su vida y su carrera.

## Reparto (con su elenco original)
Paco Medina: Federico Luppi
Roby: Claudio García Satur
Elena: Claudia Lapacó
Sandra: Carola Reyna

## Premios
La obra se hizo acreedora a los siguientes premios y nominaciones:
1992
- Premio ACE a la Mejor Comedia del Año

- Premio ACE al Mejor Actor Protagónico en Comedia, Claudio García Satur

- Premio ACE a la Mejor Actriz de Reparto en Comedia, Carola Reyna

- Nominación Premio ACE como Mejor Autor Nacional a Marcelo Ramos

- Premio Prensario a la Mejor Dirección Teatral, China Zorrilla

- Premio Florencio a la Mejor Actriz de Reparto, Carola Reyna

1993
- Premio Estrella de Mar al Mejor Actor Protagónico, Claudio García Satur

- Premio Estrella de Mar a la Mejor Actriz de Reparto, Patricia Palmer (en reemplazo de Carola Reyna)

- Premio Estrella de Mar a la Mejor Dirección, China Zorrilla

- Nominación Premio Estrella de Mar a la Mejor Comedia

- Nominación Premio Estrella de Mar al Mejor Actor Protagónico, Lito Cruz (en reemplazo de Federico Luppi)

## Comentarios
Olga Cosentino en “Clarín” escribió:
“Una seductora comedia dramática (brillante en todo sentido) sobre el oficio del actor, y una reflexión sobre la hipocresía y las falsas opciones. El valioso texto del joven dramaturgo Marcelo Ramos fue puesto en escena acertadamente por China Zorrilla”.
Bibiana Ricciardi en “La Maga” opinó:
“Un homenaje a Olmedo y a la historia del teatro nacional a través de una excelente comedia… Ramos escribe una pieza que logra despertar a la vez la risa y la reflexión, dos estados difíciles de ver juntos. Es grato encontrarse con un espectáculo de autor nacional de tan buen nivel, en una época en que se comenta que el teatro de autor tiende a desaparecer”.
Ana Seoane en “La Prensa” dijo:
“China Zorrilla buscó y encontró en todo momento la credibilidad de las situaciones y esto hace que el público se emocione o se sonría con la misma pasión… No es frecuente encontrar en la cartelera teatral un autor nacional que conquiste con tan buenas armas a los espectadores, dejándoles más de un cuestionamiento después de la sonrisa”.
Jorge Dubatti en “El Cronista Comercial” sostuvo:
“Lúcido humor con buenas actuaciones… “Salven al cómico” es una comedia brillante, con elementos sentimentales, de excelente factura, fluidos diálogos y estricta economía, donde ningún elemento está librado al azar de la intuición, armada sobre un inteligente ping-pong de presente y pasado… Se trata, en suma, de un valioso espectáculo, en el que merecen aplausos, a la par, la obra dramática, la acertada dirección y las buenas actuaciones”.
Nina Cortese en “Ámbito Financiero” afirmó:
“Una pieza brillante y sólida… El estreno de la obra de un autor joven que maneja con gran pericia los diálogos, sabe diseñar acertadamente los caracteres de sus personajes y redondear una trama sin que se le escape un solo hilo, es digno de señalarse. Marcelo Ramos, que ya en su primera obra (“Camas separadas”) demostró su talento, encara esta vez una comedia brillante cuyo mayor atractivo son las réplicas perfectas y el ritmo vertiginoso con que se precipitan las situaciones… Es un ejemplo de obra escrita para lucimiento de los protagonistas… Mejor que muchas piezas del mismo tenor que ostentan la firma de autores foráneos, “Salven al cómico” marca la iniciación de un interesante camino: el de un teatro nuestro, orientado hacia el entretenimiento inteligente, pero que no desdeña, sin embargo, una gran cuota de ingenio y elegancia”.
Alberto Catena en la Revista “Humor” señaló:
“Con diálogos chispeantes que producen latigazos de humor con una regularidad casi matemática, Ramos recorre distintas situaciones, algunas de fuerte compromiso emocional, y las resuelve con absoluta ductilidad”.
China Zorrilla (responsable de la puesta original de la obra), en el prólogo de la publicación de “Salven al cómico” destacó:
“En “Salven al cómico” de Marcelo Ramos, aparece la garra de un gran dramaturgo. Su primera lectura me deslumbró. Luego, dirigiéndola, y ya en la escena, comprobé que la obra se agigantaba, como ocurre toda vez que estamos ante teatro puro”.
Gerardo Fernández en "La Nación" recomendaba:
"Excelentemente construida y dialogada, esta comedia del Neil Simon argentino Marcelo Ramos se beneficia de la notable agilidad y chispa
de la que hace gala la refinada dirección de China Zorrilla y de interpretaciones muy divertidas a cargo de Federico Luppi, Carola Reyna y,
muy especialmente, un inefable Claudio García Satur".